# Donkeyboy
Donkeyboy est un groupe norvégien de pop, originaire de Drammen. Il se compose de Cato Sundberg (chanteur principal et guitare), Kent Sundberg (synthétiseur, chœur), Peter Michelsen (guitare et chœur), Thomas Drabløs (batterie) et Alexander Garborg Ågedal (basse). 

## Histoire
Donkeyboy signe un contrat avec Warner Music après qu'un employé ait découvert leur musique sur Myspace. Leur premier single Ambitions est publié en mars 2009, tout en étant passé en boucle sur les ondes norvégiennes.
Le style musical du groupe est construit selon une ligne de basse similaire à celles trouvées chez Michael Jackson dans Billie Jean, ou encore dans les chansons de Madonna dans les années 1980. La chanteuse Linnea Dale participe dans une des différentes versions qui existent de la chanson. Ambitions débute en septième position dans les charts norvégiens en avril 2009. et finit no 1 en juin de la même année pour y rester pendant 12 mois consécutifs ensuite remplacé par leur deuxième single Sometimes en septembre. C'est la première fois qu'un groupe norvégien atteignait cette position. Le guitariste Peter Michelsen qualifie une telle situation de « complètement absurde ».
Leur premier album Caught in a Life est mis en vente en octobre 2009. Il est produit par Simen M. Eriksund et Espen Berg des studios Livingroom d'Oslo. Le groupe joue en première partie des concerts de leurs compatriotes de a-ha, lors de la tournée de ces derniers en 2009 au Royaume-Uni.

## Discographie

### Albums studio
- 2009 : Caught in a Life
- 2011 : Silver Moon
- 2016 : Lost

### Singles
| Année | Chanson       | Meilleure position | Meilleure position | Album            |
| Année | Chanson       | NOR                | SUÈ                | Album            |
| ----- | ------------- | ------------------ | ------------------ | ---------------- |
| 2009  | Ambitions     | 1                  | 1                  | Caught in a Life |
| 2009  | Sometimes     | 1                  | —                  | Caught in a Life |
| 2009  | Broke My Eyes | 6                  | —                  | Caught in a Life |
| 2009  | Awake         | 8                  | —                  | Caught in a Life |
| 2009  | Blade Running | 8                  | —                  | Caught in a Life |
| 2010  | Stereolife    | —                  | —                  | Caught in a Life |
| 2011  | City Boy      | 1                  | —                  | Silver Moon      |